# Муромцев, Борис Алексеевич
Бори́с Алексе́евич Му́ромцев (1898—1956) — советский учёный, доктор химических наук.

## Биография
Борис Алексеевич Муромцев родился в Санкт-Петербурге 4 февраля 1898 г в семье потомственного дворянина коллежского советника Алексея Владимировича Муромцева и Веры Михайловны Муромцевой. В 1915 году окончил реальное училище Карла Мая и поступил в Петроградский политехнический институт (ЦГА СПб ф.Р‑3121 оп.2 д.3106). Участник Первой мировой войны. Окончил школу прапорщиков. В декабре 1917 года признан Комиссией войскового лазарета Гвардии Семеновского резервного полка "к военной службе полностью непригодным". Восстановился в Политехническом институте, затем перевелся на химическое отделение физико-математического факультета Петроградского университета, который окончил в 1924 году. В 1920-е гг. преподавал химию в старших классах 217-й школы — бывшей гимназии Карла Мая. По воспоминаниям ее воспитанников, они пели про него песенку: «Длинный, тощий, точно глист — это химик наш Борис».
С 1927 г. — научный сотрудник Лаборатории общей химии (в последующем — Химического института) Академии наук СССР.
Доктор химических наук.

## Награды
Награждён орденом Ленина (1953).

## Семья
Жена – заслуженная артистка РСФСР София Ивановна Муромцева (1903–1982), сестра архитектора Сергея Ивановича Квашнина-Самарина.